# Winefred Lake 194B
Winefred Lake 194B är ett reservat i Kanada.   Det ligger i provinsen Alberta, i den centrala delen av landet, 2 700 km väster om huvudstaden Ottawa. Winefred Lake 194B ligger vid sjön Winefred Lake.
I omgivningarna runt Winefred Lake 194B växer i huvudsak barrskog. Trakten runt Winefred Lake 194B är nära nog obefolkad, med mindre än två invånare per kvadratkilometer.